# Экерё
Экерё (швед. Ekerö) — город в Швеции, административный центр коммуны Экерё в лене Стокгольм. Расположен на острове Экерён, в озере Меларен, к востоку от Стокгольма.
В церковном отношении приход Экерё относится к диоцезу Стокгольма. Церковь Экерё расположена на юге острова, построена во второй половине XII века.
Остров Экерён включает в себя бывший остров Мунсён, отделён проливом Свинсундет от острова Адельсён на западе, плёсом Лонгтармен от острова Ферингсё (Свартшёландет) на севере, от острова Ловён на севере — проливом Тапстрём. С островом Адельсён через пролив Свинсундет соединён канатным паромом, раскрывающимся мостом через пролив Тапстрём — с островом Ферингсё (Свартшёландет).
Коммуна занимает острова Экерён, Хельгё, Ловён (Лувен), Адельсён, Ферингсё, Бьёркё, Кунгсхатт (Кунгсхат), Курён, Фогелён и бывший остров Мунсён.

## Этимология

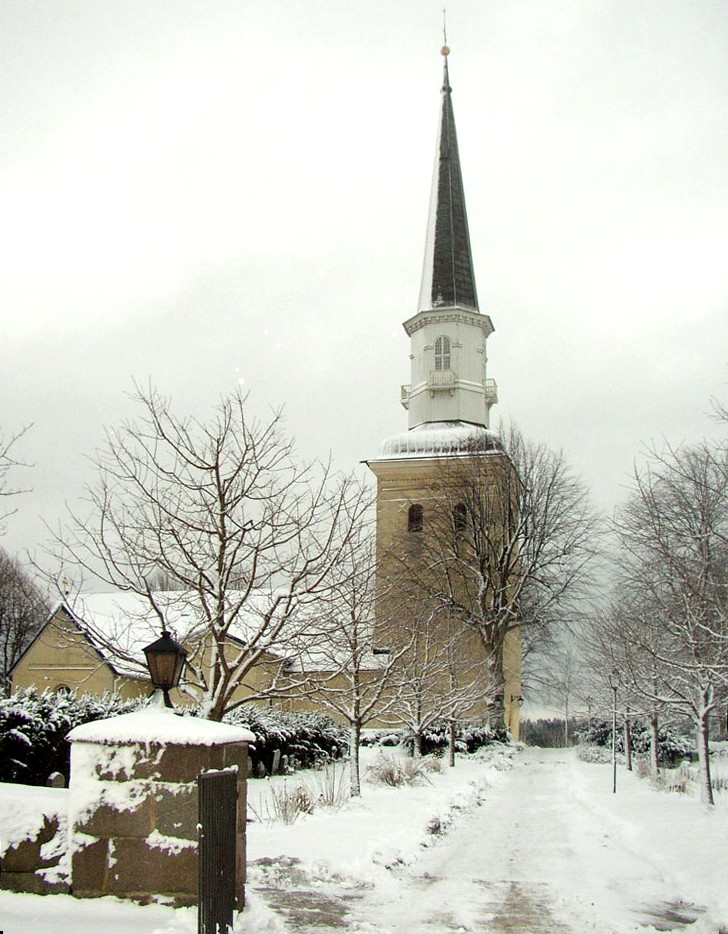
Церковь Экерё

Получил название от острова Экерён (Ekerön), на котором расположен. Топоним Экерён образован от ek — «дуб» и ö — «остров», отсюда и слово Экерён — «Дубовый остров».

## История
В период Великого переселения народов на острове Хельгё вырастает крупнейшее поселение того времени Хельгё.
Остров Экерён принадлежал провинции Сёдерманланд, при Густаве I Вазе передан Уппланду.
При реформе в 1952 году произошло слияние коммун Адельсён, Ловён, Экерён и Мунсён. При реформе в 1971 году произошло слияние коммун Экерён и Ферингсё.
Город создан в 1975 году при слиянии городов Треквиста (на юге) и Тапстрём (на севере). В город также вошла Нерлунда. Центральные административный и жилой районы города построены в 1983—1991 гг. по проекту архитектора Ральфа Эрскина, который жил на острове Ловён (Лувен).